# Оранжерейная улица (Ломоносов)
Оранжере́йная у́лица — улица в городе Ломоносове Петродворцового района Санкт-Петербурга. Проходит от Краснофлотского шоссе до дома 3—4, а затем на северо-запад.
Первоначальное название — Ни́жняя улица. Оно появилось в конце XVIII века и было связано с тем, что улица проходила ниже относительно современного Краснофлотского шоссе.
В 1914 году улица стала Тро́ицкой (или Тро́ицко-Слободско́й) — по находившейся здесь Троицкой (ныне Красной) слободе.
В начале 1950-х годах появилось название Оранжерейная улица, поскольку в конце 1940-х — начале 1950-х там была построена оранжерея.

## Застройка
- дом 18 — богадельня (1861, 1871, арх. Г. А. Прейс; объект культурного наследия федерального значения[3]). В 2016 году стало известно, что это двухэтажное кирпично-деревянное здание, расселённое к данному моменту, город намерен продать с торгов[4]
- дом 19 — церковь Пресвятой Троицы (1904, арх. И. П. Горленский; объект культурного наследия федерального значения[3], заброшена)